# Wilhelm Polte

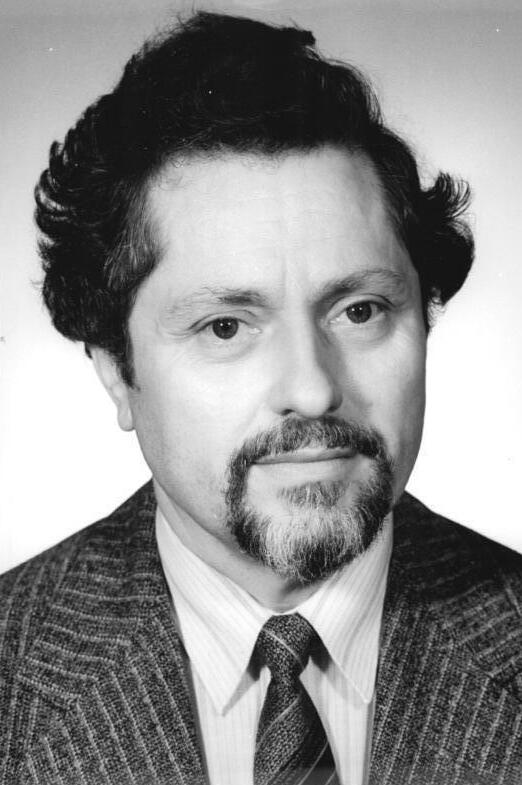
Wilhelm Polte (1990)

Wilhelm Polte (* 11. Januar 1938 in Niegripp) ist ein deutscher Politiker (SPD). Er war von 1990 bis 2001 Oberbürgermeister von Magdeburg und von 2002 bis 2006 Abgeordneter im Landtag von Sachsen-Anhalt.

## Leben und Beruf
Polte begann 1952 eine Ausbildung zum Maschinenschlosser und nahm anschließend von 1955 bis 1958 ein Studium im Maschinenbau auf. Von 1958 bis 1960 war er als Technologe tätig, bevor er bis 1965 ein Hochschulstudium absolvierte. Von 1965 bis 1968 arbeitete Polte als Projektierungsingenieur in einem Großbetrieb in Leipzig. Anschließend war er in einem Magdeburger Forschungsinstitut im Bereich Technologie, bevor er 1978 an die Technische Hochschule Magdeburg kam, wo er bis 1990 beschäftigt war.
Polte ist verheiratet und hat zwei Kinder.

## Partei
Kurz vor dem Bau der Berliner Mauer im Jahr 1961 trat Polte in West-Berlin heimlich in die SPD ein, war 1989 Gründungsmitglied der SDP in der DDR und war 1990 SPD-Vorsitzender im ehemaligen Bezirk Magdeburg.

## Politische Mandate
Polte wurde 1990 Mitglied der ersten freigewählten Volkskammer der DDR. Im gleichen Jahr wurde Polte Oberbürgermeister von Magdeburg und behielt dieses Amt bis 2001. Von 2002 bis 2006 war Polte über die Landesliste der SPD in den Landtag von Sachsen-Anhalt gewählt und war dort Vorsitzender des Ausschusses für Inneres. Zur Landtagswahl 2006 trat Polte nicht mehr an und verabschiedete sich in den Ruhestand. Von 2001 bis 2009 war Willi Polte Ortsbürgermeister von Niegripp in der Stadt Burg (bei Magdeburg).

## Sonstiges
- 1990 bis 2001: Mitglied im Präsidium und Hauptausschuss des Deutschen Städtetages
- 1993 bis 2003: Kuratoriumsmitglied der Alfred-Töpfer-Stiftung
- seit 2007: Mitglied in der Gesellschaft zur Förderung des Wiederaufbaus der Magdeburger Ulrichskirche (Kuratorium Ulrichskirche e. V.)
- Vorstandsmitglied der Gesellschaft der Freunde und Förderer der Otto-von-Guericke-Universität Magdeburg
- Träger des Bundesverdienstkreuzes Erster Klasse
- Nach seinem Ausscheiden aus dem Amt des Oberbürgermeisters wurde er von der Stadt Magdeburg zum Ehrenbürger ernannt.
- Ehrenmitglied des Reichsbanners Schwarz-Rot-Gold, Bund aktiver Demokraten e. V.
- 1999: Auftritt in der ARD-Serie Lindenstraße in der 697. Folge als Oberbürgermeister von Magdeburg
- Träger des Verdienstorden des Landes Sachsen-Anhalt[3]